# Beaulieu-sous-Bressuire
Beaulieu-sous-Bressuire is een plaats en voormalige gemeente in het Franse departement Deux-Sèvres in de regio Nieuw-Aquitanië.

## Geschiedenis
Op 1 januari 1973 fuseerde Beaulieu-sous-Bressuire met de gemeente Bressuire in een fusion-association. Dit hield in dat Beaulieu-sous-Bressuire als commune associée nog enige mate van zelfstandigheid behield. Op 28 maart 2013 werd de status aangepast naar commune déléguée van de gemeente Bressuire, die daarmee de status van commune nouvelle kreeg.

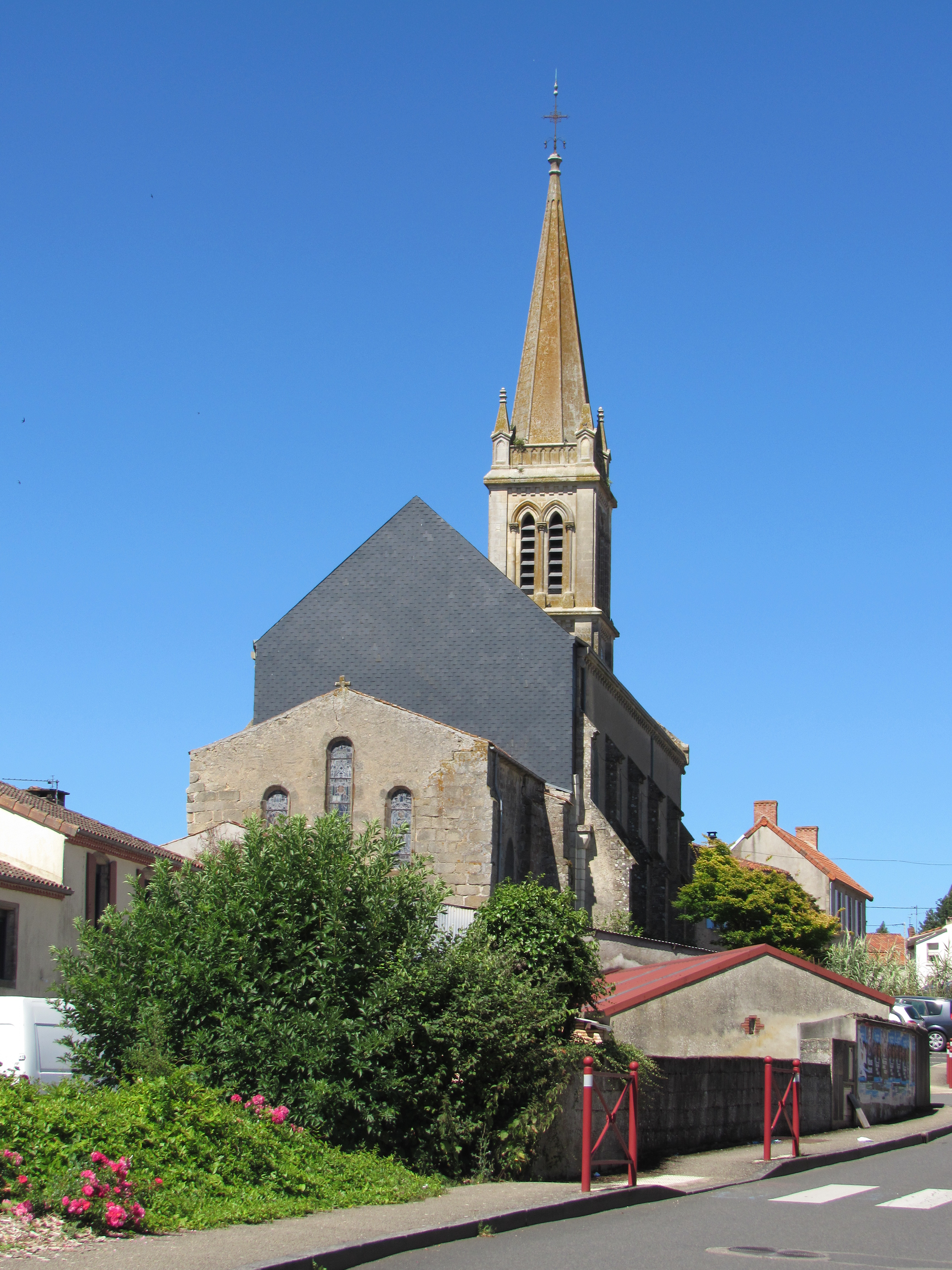
De kerk van Beaulieu-sous-Bressuire

Beaulieu-sous-Bressuire · Bressuire · Breuil-Chaussée · Chambroutet · Clazay · Noirlieu · Noirterre · Saint-Sauveur · Terves